# Top Eleven Football Manager
Top Eleven Football Manager  es un simulador de fútbol creado por Nordeus en un principio para plataformas de iOS, Android e Internet y posteriormente para Windows Phone.
El juego fue concebido para hacer frente a la falta de juegos de gestión de fútbol en las redes sociales. Éste se basa en los conceptos y el juego en línea en juegos como el Football Manager de Sports Interactive y SEGA, "Championship Manager" de Eidos o el "Premier Manager" de Electronic Arts, los cuales han involucrado a millones de aficionados al fútbol. Top Eleven Football Manager logró transferir la apariencia de aplicaciones de escritorio a Facebook. A finales de septiembre de 2011, Nordeus lanzó la versión 2.0; una versión mejorada en casi todas las facetas del juego respecto a la versión inicial.

## Competiciones

### Liga
Tras registrarte, recibes un equipo generado aleatoriamente, aunque en ocasiones es otro equipo renombrado. Empezarás en el nivel 1 y progresarás hacia ligas superiores.
Cada liga cuenta con 14 equipos. La liga dura 28 días y se disputan sus partidos todos los días, a excepción de los dos primeros días de cada temporada, que son considerados como pretemporada . Al final de la temporada, los 8 mejores equipos clasificados en la liga ascenderán a la liga de nivel superior, los 4 primeros clasificados disputarán la siguiente temporada la Liga de Campeones, del 5 al 8 disputarán la Super League.
Al final de la pretemporada (día 2), las ligas se generan tratando de que todos los amigos que están en el mismo nivel jueguen en el mismo grupo. Los amigos que terminen en el mismo grupo de liga estarán coloreados en azul. Si no hay suficientes jugadores para crear una liga, se rellenarán con jugadores de niveles inferiores; por ejemplo, una liga de nivel 10 con 13 equipos de nivel 10 y uno de nivel 9. Esto no significa que un equipo pueda ascender dos niveles seguidos, si ascendiera, jugaría la próxima temporada en una liga de nivel 10.

### Copa
La Copa está formada por 64 equipos. Esta competición es un torneo de eliminatorias. Cada ronda, excepto la ronda final, se jugará a doble partido, con la regla del valor doble de los goles fuera de casa y con prórroga y penaltis si fueran necesarios. Se disputarán 6 rondas de Copa: una ronda previa, seguida de 5 rondas finales: dieciseisavos de final, octavos de final, cuartos de final, semifinal y la final. En total 11 partidos hasta la final. En la primera ronda se generan los partidos de forma aleatoria, dando la oportunidad de que los equipos más débiles planten cara a los favoritos. La copa tuvo 2 veces cambio de formato.
En el primer formato de la Copa estaba formada por 128 equipos, principalmente todos los amigos (y los amigos de estos) independientemente del nivel que tengan.
A mediados de 2013 hubo un cambio de formato, es igual que el formato anterior pero todos los equipos son del mismo nivel o de un/dos nivel/es más superior u inferior.
En 2017 volvió a haber un cambio en el formato de la copa, pasaron a ser 64 equipos eliminando la primera ronda preliminar y la segunda preliminar pasa a ser primera.

### Liga de Campeones
La Liga de Campeones funciona igual que la Liga de Campeones de la UEFA con reglas ligeramente diferentes en el caso de que dos o más equipos empaten a puntos al final de la fase de grupos. El criterio principal será la diferencia de goles y no quien haya obtenido más puntos en los encuentros entre los equipos en cuestión. Al finalizar la temporada se crean 8 grupos de 4 equipos. Los que finalicen en las 2 primeras posiciones pasarán a la ronda eliminatoria, mientras que el equipo que quede en el tercer lugar de cada grupo será transferido a la Super League. En la fase eliminatoria, los equipos se verán las caras en doble partido, disputándose un partido como local y otro como visitante. Los ganadores de las eliminatorias avanzarán y los derrotados serán eliminados. Los partidos de la Liga de Campeones se disputan cada dos días y las recompensas se otorgan tras disputar el partido. Hay una Liga de Campeones para cada nivel de Liga (excepto para el nivel 1). Esto significa que solo habrá equipos de nivel similar, aunque en ocasiones puede haber varios equipos de distintos niveles, por ejemplo un equipo de nivel 56 tiene tres rivales de grupo de nivel 57. 

### Super League
La Super League cumple la función de la Europa League, que se juega con los equipos que hayan terminado del puesto 5 al 8, se juega como la Liga de Campeones, hay fase de grupos de 8 grupos de 4 equipos, donde se utilizan los mismos criterios de desempate que en la Liga de Campeones, clasifican los 2 primeros de cada grupo a dieciseisavos de final y además en octavos de final se incorporan los 3° de la Liga de Campeones. Se juegan rondas eliminatorias, como en Copa y Liga de Campeones, el que gana, es campeón.

### Torneos de Asociaciones
Las asociaciones compiten en petit torneos de 4 asociaciones. Cada asociación enfrenta sus 4-6 jugadores a los de otra asociación. El server hace los cruces y se juegan a ida y vuelta. La asociación que suma más puntos gana y pasa de ronda. Los torneos los crea el server los jueves y se disputan los fines de semana. Tras los cuatro torneos de cada temporada, se suman puntos asignados según cómo lo hicieron los equipos en los torneos. Si consiguen muchos puntos, ascienden y logran recompensas.

## Idiomas
Top Eleven está disponible en los siguientes idiomas: inglés, inglés americano, alemán, italiano, español, español latino (México), portugués (Portugal), francés, serbio , griego, polaco, rumano, portugués (Brasil), ruso, turco, eslovaco, esloveno, japonés, holandés, checo, estonio, tailandés, sueco, israelí, croata, malayo, búlgaro, húngaro, bosnio, árabe, coreano, finlandés, vietnamita, albanés, indonesio, ucraniano, chino (simple), georgiano, noruego y danés.

## Tu equipo
Puedes tener un máximo de 28 jugadores y un mínimo de 14 en tu equipo, el número mínimo de jugadores elegibles para participar en un partido es de 11. Once de ellos estarán en el 11 inicial y un máximo de 7 serán suplentes. El resto serán jugadores reservas que no podrán jugar el partido. Si tuvieras menos de 11 jugadores en el 11 inicial, el equipo perderá el partido con un resultado oficial de 0-3. Al final de la temporada, si tienes menos de 14 jugadores con el contrato renovado, tu equipo se rellenará con jugadores veteranos. Cada jugador tiene un número de estrellas que representa su calidad media. La cantidad de estrellas que tiene cada jugador también depende del nivel de la liga en la que esté jugando. Cuando consigues ascender a una liga superior, tus jugadores perderán una estrella (el 20% de su calidad general y de sus habilidades). Esto no significa que pierdan calidad, sólo significa que están jugando en una liga mejor que la de la temporada pasada. La mejor manera de comprobar esto es mirar el número que hay al lado, que no baja. 

### Renovar el contrato de los jugadores
Los jugadores se retiran entre los 31 y los 34 años. Puedes firmar contratos de un máximo de 3 temporadas. En cualquier momento puedes ampliar el contrato a 3 temporadas excepto a los jugadores que se retiren al final de la temporada actual. Los jugadores no renovados permanecerán en tu equipo los 7 primeros días de la siguiente temporada, pero no podrás alinearlos o entrenarlos. Después de estos 7 días, abandonarán el club si no son renovados. El nombre de los jugadores se genera automáticamente a partir de la base de datos de cada país. Puedes cambiar el nombre de cada jugador y la nacionalidad por 1 token y el dorsal gratis.

#### Cambiar la posición de los jugadores
Para cambiar la posición de los jugadores en el terreno de juego, simplemente selecciona al jugador y arrástralo hasta la nueva posición. Las sustituciones se hacen de la misma manera. Consulta las opciones de tu equipo para conocer los parámetros y las estadísticas que afectan a tus jugadores. Puedes ver las habilidades, últimas actuaciones, detalles de los contratos y muchos más datos sobre tus jugadores.

##### Elegir y guardar las tácticas
Hay una serie de órdenes automáticas que puedes configurar por si no estás conectado cuando se jueguen tus partidos.
Estas órdenes son:
- Mentalidad del equipo
- Concentrar los pases
- Tipo de presión
- Tipo de entradas
- Tipo de pases
- Tipo de marcaje
- Forzar contraataques
- Forzar fuera de juego

También puedes configurar:
- Lanzadores de penaltis
- Lanzadores de faltas
- Lanzadores de saques de esquina
- Orden de capitanía

Pues cambiar la identidad de tu club en cualquier momento mediante el cambio de:
- Tu escudo (hay más opciones disponibles aquí que la comenzar el juego)
- Diseño de las camisetas (hay más opciones disponibles aquí que la comenzar el juego)
- Nombre del club
- Nombre del estadio
- Nombre de los hinchas

Cada uno de estos cambios, excepto el cambio de nombre de los hinchas, te costará unos cuantos tokens.

## Tokens
Los tokens son la moneda virtual de Top Eleven y juegan un papel muy importante. Comprar tokens es muy sencillo. Si juegas a través de Facebook, haz clic en la pestaña “Comprar tokens” y usa los créditos de Facebook o haz clic en la pestaña “Ganar Tokens” y completa alguna de las ofertas que Nordeus ofrece. Si se juega a través de Topeleven.com, hay que hacer clic en la pestaña “Comprar tokens” y elegir la opción de pago (SMS, Tarjeta de crédito, Móvil, Transferencia bancaria, …) o hacer clic en la pestaña “Ganar tokens” y completar las ofertas propuestas. Se usa Tokens para tener ventaja sobre los oponentes. Se necesita Tokens para pujar por jugadores que están en subasta. También están para acelerar las construcciones de tus instalaciones, comprar descansos, aumentadores de moral y tratamientos, cambiar la hora de tus partidos, ampliar el capital del club y muchas más opciones.

## Partidos en directo (en línea)
Los partidos en directo son una de las mejores opciones de Top Eleven. Puedes ver todos tus partidos en directo y tomar decisiones si es necesario cambiando la táctica, la formación o los jugadores en tiempo real. Hacer un cambio de táctica puede marcar la diferencia para tener mejores resultados. También, puedes ver en directo los partidos de tus amigos y los de tus rivales en las competiciones en las que participes para estudiar su estilo de juego.

## Entrenamiento
En Top Eleven puedes entrenar a tus jugadores para mejorar sus habilidades, estas habilidades afectan directamente a sus actuaciones en los partidos. Los jugadores pueden mejorar sus habilidades jugando partidos o entrenando. Hay 24 tipos de entrenamiento diferentes, divididas en 3 secciones:

### Ataque
- ¡Pasa y dispara!
- Contraataque rápido.
- Práctica de habilidad.
- Técnica de disparo.
- Jugadas balón parado.
- Driblar en eslalon.
- Jugar en las bandas.
- Remate 1 contra 1.

### Defensa
- Juego de presión.
- Balón prisionero.
- Ejercicios portero.
- Usa la cabeza.
- Defender los centros.
- Parar al atacante.
- Análisis de vídeos.
- Mantener la línea.

### Físico y mental
- Calentamiento.
- Estiramientos.
- Sprints.
- Carioca con escalera.
- Carrera larga.
- Gimnasio.
- Carreras cortas.
- Saltos de vallas.

### Mejorar el jugador
Entrenando o jugando partidos tus jugadores generan puntos de habilidad que puedes usar para mejorar los siguientes 3 aspectos del jugador: Defensa, Ataque, Físico y Mental. Además, se puede acelerar el progreso de tus jugadores usando el entrenador especial con jugadores de menos de 30 años usando Tokens. Dependiendo del tipo de entrenamiento, tus jugadores pueden ganar un 1% de una habilidad. Sin embargo, tras cada partido jugado y de cada sesión de entrenamiento en la que participen, tus jugadores perderán entre un 1% y un 30% de condición. 
Tus jugadores ganarán un 6% de condición física cada 3 horas. Cuanto más entrenen tus jugadores, más cansados estarán y jugarán peor en el partido.
Los jugadores jóvenes progresan muy rápido mientras que los más viejos progresan más lentamente. Todos los jugadores progresan más rápido si juegan los partidos; por lo que es bueno rotar tu alineación para que todos los jugadores tengan la posibilidad de mejorar.

## Calendario
Aquí aparecen resultados de todos los partidos jugados por el equipo en la temporada actual y el horario. Para ver los momentos más importantes del partido, haz clic en el resultado del partido. Puedes cambiar el horario de tus partidos, pero esto cuesta unos tokens. Puedes organizar partidos amistosos desde aquí. Los partidos amistosos pueden ser organizados cada 15 minutos. Para cancelar un partido amistoso, haz clic en la X roja. Ahora mismo, sólo es posible desafiar a amigos a un partido amistoso. En la pestaña “Jugándose ahora” están los partidos de las competiciones en las que participas y en la pestaña “Partidos de amigos” verás los partidos de tus amigos.

## Transferencias
Los jugadores en venta forman parte de la lista de transferencia, pero tú sólo verás una parte de la lista cada vez que te conectes. Y cada vez que te conectas, verás una parte distinta de la lista. Esto se hace para evitar trampas y el intercambio de jugadores entre equipos falsos. Si te interesa algún jugador de la lista, puja por él o guárdalo en tus favoritos. Hacer una oferta colocará automáticamente al jugador en tu lista de favoritos, permitiéndote verle la próxima vez que te conectes.
Puedes ordenar la lista de transferencia según varios criterios y buscar jugadores por una edad en concreto, nacionalidad, posición, habilidad especial, etc.
Los jugadores se compran en subastas en vivo. Con cada puja que hagas gastarás 1 Token. Ten en cuenta que un token por ronda es el precio por participar en la subasta, aunque si pierdes la subasta por falta de Tokens, estos te serán devueltos. Sólo los equipos que pujan en la ronda inicial pasan al ronda eliminatoria 1 y tienen la oportunidad de conseguir al jugador al final. El ganador de la subasta será el que finalice la última ronda como único pujador. Hasta que sólo haya un pujador, habrá nuevas rondas en la subasta. La primera ronda dura 1 minuto, la segunda 30 segundos y todas las siguientes durarán 20 segundos.
También puedes poner tus jugadores en la lista de transferencia. Para hacerlos, haz clic en el jugador que desees vender y haz clic en “Vender”. Se te preguntará el precio de salida por el que quieres poner al jugador en venta. Una vez confirmado el precio, el jugador en cuestión se unirá a la lista de transferencia. Ten en cuenta que no puedes poner el precio de venta que quieras. Cada jugador tiene un valor calculado sobre la base de sus habilidades. Podrás aumentar un poco el precio de venta. Esto se hace con el fin de evitar trampas.
Además de la lista de transferencias, existe la lista del ojeador. La lista del Ojeador contiene sólo los mejores jugadores disponibles para tu nivel. Cada jugador de esta lista cuesta entre 69 y 39 Tokens para poder tenerlo en tu equipo y sus salarios son mucho más altos. No hay subasta para este tipo de jugadores, firmarán inmediatamente con tu equipo.

## Finanzas
Las finanzas son, naturalmente, una parte muy importante del juego. Hay 3 formas de ganar dinero:
- Acuerdos de Patrocinio
- Venta de Entradas
- Ayuda Bancaria

### Acuerdos de patrocinio
La venta de los derechos de medios y de un espacio en tus camisetas puede ofrecerte una diversa cantidad de tokens y de dinero dependiendo de la oferta que firmes.
Hay 4 tipos de acuerdos de patrocinio por derechos de TV y 4 tipos de acuerdos por patrocinio en tu camiseta.

#### Derechos de TV
Puedes ganar Tokens mediante la firma de acuerdos de patrocinio en los derechos de TV. Hay cuatro tipos de acuerdos:
- Tipo 1 – Obtén 1 Token cada día, te conectes al juego o no. Esta oferta dura 10 días.
- Tipo 2 – Obtén 1 Token por firmar, 1 cada día que te conectes y 1 más adicional si te conectas 4 días consecutivos. Esta oferta dura 10 días.
- Tipo 3 – Obtén 1 Tokens por cada victoria en Liga y un adicional:

- 4 Tokens si ganas la liga o
- 2 Tokens si te clasificas para la Liga de Campeones o
- 1 Token si finalizas en puestos de ascenso. Esta oferta dura hasta final de temporada y sólo está disponible entre los días 1 y 7 de cada temporada.
- Tipo 4 – Obtén 3 Tokens por firmar. Esta oferta dura 4 días y está disponible entre los días 7 y 28 de cada temporada.

#### Patrocinador de Camiseta
Ganarás dinero por firmar un patrocinador para tu camiseta.
- Tipo 1 – Contrato de temporada – Obtén todo el dinero por adelantado

- Tipo 2 – Contrato quincenal – Gana un 20% más firmando dos contratos por temporada

- Tipo 3 – Contrato semanal – Gana un 30% más firmando un contrato cada semana

- Tipo 4 – Contrato diario – Gana un 40% más firmando un contrato cada día (la mejor oferta)

### Venta de entradas
Puedes ajustar el precio de las entradas para cada una de las competiciones en la que participas: Liga, Liga de Campeones, Copa o partidos amistosos. El precio de las entradas influye en la asistencia a los partidos. Si el precio es muy alto, tus aficionados no acudirán al estadio, lo que puede influir negativamente en la moral de tus jugadores. Si el precio es muy bajo, tus ingresos se verán afectados. Encontrar el precio idóneo depende de ti.

### Ayuda bancaria
Dependiendo del nivel de Liga en el que estés, podrás cambiar tokens para aumentar el presupuesto de tu equipo. Esto es útil cuando quieres fichar jugadores de la lista de transferencias pero no tienes suficiente dinero.

### Saldo negativo en cuenta
El sistema de subastas te permite acabar de pujar y comprar un jugador aunque el precio del jugador haya excedido el dinero que tienes en cuenta, pero no podrás hacer la puja inicial si no tienes el dinero suficiente para ello. Por lo tanto, recibes un “crédito” por la cantidad que se te presta. Tu club puede estar en saldo negativo durante 7 días.
En caso de que no consigas saldar tu deuda en 7 días, tras el séptimo día, tus jugadores serán puestos automáticamente en venta para pagar tus deudas. Los primeros en ponerse en venta serán los jugadores más caros (y por lo general, los mejores) de tu equipo. Se venderá un jugador cada día hasta que vuelvas a tener saldo positivo. Puedes volver a tener saldo positivo aumentando el precio de las entradas, vendiendo jugadores por ti mismo o pidiendo una ayuda bancaria.

## Eventos
Top Eleven cada cierto tiempo lanza eventos dentro de juego para poder ganar recompensas como camisetas, escudos, pack de moral, condición, etc. Estos eventos varían y pueden ser:
- Reto Pichichi: El evento consiste en que el jugador del equipo del usuario tiene que convertirse en el máximo goleador de la Liga. Luego de terminada la temporada, el usuario ganará descansos y más definición en el jugador.
- Evento patrocinador especial.
- Evento campeonato amistoso.
- Evento recuperación de tokens.